# Acefalia
Acefalia o acefalía (del griego a-, partícula negativa, y kephalé ‘cabeza’) significa literalmente ausencia de la cabeza. Es una malformación mucho menos común que la anencefalia. El feto acéfalo (sin cabeza) es un gemelo parásito unido a otro feto completamente intacto. El feto acéfalo tiene un cuerpo pero carece de cabeza y de corazón; el cuello del feto está unido al del gemelo normal. La circulación de la sangre del feto acéfalo la proporciona el corazón del hermano. El feto acéfalo no puede existir independientemente del feto al cual está unido.